# Les Joueurs du Ā
Les Joueurs du Ā (The Players of Ā), prononcé et parfois écrit Les Joueurs du non-A (The Players of Null-A), est un roman de science-fiction, écrit en 1956 par A. E. van Vogt (Canada) et traduit en français en 1957 par Boris Vian (France). C'est la suite du livre Le Monde des Ā.
Le titre est généralement écrit Les Joueurs du Ā (parfois Ã dans certaines éditions plus anciennes). Il est paru dans la collection Le Rayon fantastique (no 49) sous le titre Les Aventures de Ā.
Ce roman, qui fait partie du Cycle du Ā, est considéré comme une œuvre majeure de van Vogt. Il possède une suite : La Fin du Ā.
Le roman est suivi d'une postface de l'auteur.

## Résumé
Gilbert Gosseyn, un personnage aux pouvoirs mentaux exceptionnels, mène une lutte farouche contre un empire galactique hostile qui souhaite envahir la Terre et exterminer ses habitants.
Cette quête sera compliquée par une entité inconnue ayant le pouvoir d'incarner l'« esprit » de Gosseyn tantôt dans son « propre corps », tantôt dans celui d'un adolescent fréquentant la cour de cet empire galactique hostile.

## Commentaire
Ce roman est écrit à l'époque où van Vogt se perfectionne en sémantique générale.
À preuve, l'auteur parsème le roman d'épigraphes qui décrivent les 
résultats auxquels il est arrivé.
Il publie les Joueurs du Ā d'octobre 1948 à janvier 1949 dans Astounding Stories. Ce roman prend une autre tangente, il n'est pas un simple prolongement de son prédécesseur. Gilbert Gosseyn a enfin résolu ses problèmes existentiels et de sécurité personnelle. Il a en effet découvert son créateur (lire l'essai dans l'article du Monde des Ā) et possède le pouvoir de se téléporter à volonté.
Cependant, la période d'accalmie n'est que temporaire. L'échec de l'invasion de Vénus provoque la guerre entre le Plus Grand Empire et la Ligue galactique. Les Vénusiens non-A se joignent à la Ligue, sans toutefois croire que les responsables de celle-ci sont mentalement équilibrés. Pour sa part, Gosseyn voit son « esprit » projeté dans le corps d'un prince fraîchement promu à la cour impériale du Plus Grand Empire. Il n'est qu'une reine dans le jeu de quelqu'un d'autre. Il se met à la recherche de ce joueur d'échecs cosmique alors que les armes font entendre leur fracas.
Dans le Monde des Ā, la quête d'identité est omniprésente. Dans les Joueurs du Ā, elle change d'échelle : ce qui est en jeu est l'origine de l'humanité et, pourquoi pas, celle de la galaxie elle-même. Dans le premier roman du cycle, l'auteur tente de construire une psychologie rationnelle ; dans le second, une cosmologie rationnelle.
Gosseyn établit un contact avec une machine venue des lointains confins de l'espace,
source originelle de la vie terrestre. La perception athée professée dans le Monde des Ā atteint un nouveau sommet.
Cette machine, en partie brisée, a perdu une partie de sa mémoire, tout comme le contrôle des hommes qu'elle transportait. « Et la partie d'échecs cosmique est l'ensemble des efforts entrepris par la machine pour trouver un réparateur, reprendre le contrôle de l'histoire [des hommes]... » (Jacques Goimard, les Portes de l'éternité, p. XLVII)
Les principaux personnages du roman : Crang, Enro le Rouge, Gosseyn, Reesha et 
Secoh, tout comme les milliards d'humains qui ont péri dans les batailles du sixième 
décan, ne sont que des pions dans le jeu de cette machine. Est-ce que van Vogt 
voulait nous dire que, un jour, les machines domineraient la vie humaine ?